# Magier
Magier utgjorde prästerskapet inom Zoroastrismen. De var ansvariga för religiösa ceremonier av olika slag. Dessa präster kallades på persiska för magush som betydde "vis" man eller "vetenskapsman". Från det ordet kommer den grekiska benämningen magos som Matteus använder i dagens text. De svenska orden magi och magisk kommer härifrån.